# Urraca a Leonului și Castiliei
Urraca (n. 24 iunie 1081, León, Castilia și León, Spania – d. 8 martie 1126, Saldaña⁠(d), Castilia și León, Spania) a fost regina Leonului, Castiliei și Galiciei din 1109 până la moartea sa. Urraca a fost cea mai mare fată supraviețuitoare a lui Alfonso al VI-lea al Leonului și Castiliei cu a doua sa soție, Constance de Burgundia.

## Căsătorie
Negocierile de căsătorie erau în curs de desfășurare atunci când Alfonso al VI-lea a murit și Urraca a devenit regină. Mulți dintre consilierii tatălui său și magnații de top din regat au format o opoziție liniștită la căsătoria reginei cu regele Aragonului. În conformitate cu Bernard F. Reilly, acețti magnați se temeau de influența regelui de Aragon care putea încerca să exercite alte politici asupra Urricăi și a leonezilor.
Urraca a protestat împotriva căsătoriei însă i-a onorat dorințele tatălui său și a continuat negocierile de căsătorie. Căsătoria celor doi a dus la o rebeliune în Galicia și au instigat la sora sa vitregă nelegitimă, Teresa și cumnatului ei, Henric, Contesa și Contele de Portugalia.
Când relația lor începea să se degradeze, Uraaca l-a acuzat pe Alfonso de abuz fizic iar în mai 1110, cei doi s-au despărțit. Ca regină, Urraca s-a ridicat la provocările prezentate și soluțiile ei au fost pragamatice, punând bazele pentru domnia fiului ei, Alfonso al VII-lea, în ciuda opoziției iubitului ei, Pedro González de Lara.

## Familie
Cu primul ei soț, Contele Raymond de Burgundy, a avut 2 copii:
- Prințesa Sancha Raimúndez de León (1095/1102 – 28 Februarie 1159)
- Alfonso al VII-lea, Rege al Leonului și Castiliei (1 March 1105– 21 August 1157); A moștenit tronul mamei sale și mai târziu a devenit Rege al Galiciei, fiind denumit de către istorici Împăratul.

S-a căsătorit pentru a doua oara cu Alfonso I, Rege al Aragonului și Navarei, insă mariajul lpr a fost anulat in 1112.Cuplul nu a produs niciun moștenitor.
Cu amantul ei, Contele Pedro González de Lara, a născut incă 2 copii
- Fernando Pérez Furtado; Fiu ilegitim al Urracăi, dar care a fost recunoscut de ambi părinți
- Elvira Pérez de Lara (c.1112-1174); Fiica Ilegitimă